# Forschungsreise
Als Forschungsreise (früher auch: Studienreise) bezeichnet man eine Reise, die ein Forschungsreisender zur Vertiefung von Erkenntnissen und Fertigkeiten auf seinem Fachgebiet oder zur Erforschung wenig bekannter Regionen unternimmt. Forschungsreisen fallen in die Kategorie Wissenschaftstourismus. 
Reisen von Naturforschern dienen überwiegend der Wissenserweiterung auf Gebieten der Biologie und der Geowissenschaften und führen vielfach zur Entdeckung neuer Arten, geologischer Formationen oder führen zu ihrer besseren Klassifizierung. Die Dokumentation erfolgt meist fotografisch, allfällige Kartografie mit terrestrischer oder Luftbild-Photogrammetrie.
Studienreisen auf den Gebieten der Künste und der Geisteswissenschaften haben häufig fremde Städte zum Ziel, um dort befindliche Bibliotheken, Akademie- oder Forschungsinstitute, Kunstsammlungen und Archive zu konsultieren. Oft dienen sie auch dem Studium des Wissenschafts- oder Kunstobjekts selbst, etwa von Gemälden, Ausgrabungen, Baudenkmälern, Gesteinsformationen oder fremden Tier- und Pflanzenarten.
Eine Sonderform der Forschungsreise ist die meist in entlegene und unzugängliche Gebiete führende Expedition.